# David E. Hughes

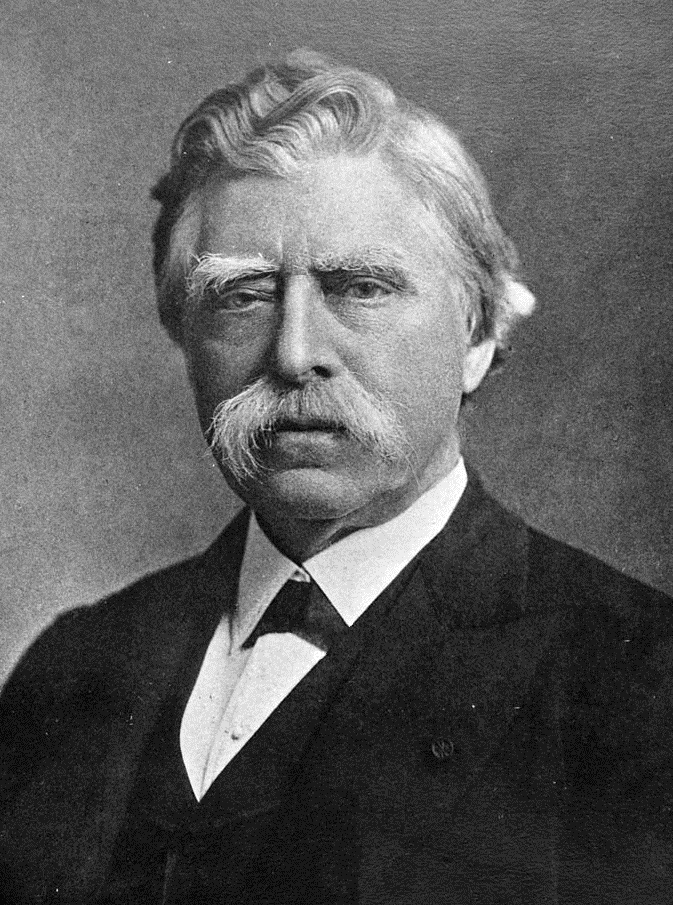
David Edward Hughes

David Edward Hughes (Londen, 16 mei 1831 – aldaar, 22 januari 1900) was een talentvol musicus, muziekleraar en uitvinder. 
Hughes, oorspronkelijk Brits, emigreerde als jonge man naar de Verenigde Staten. Het meest bekend werd hij door de uitvinding van de koolmicrofoon. 

## Zijn muziekcarrière
Op jonge leeftijd ontwikkelde Hughes een dusdanig muzikaal talent dat dit onder de aandacht kwam van Herr Hast, een eminent Duits pianist in de Verenigde Staten, die voor hem in 1850 op 19-jarige leeftijd een professoraat regelde aan het St. Joseph’s College in Bardstown, Kentucky.

## Uitvinder
In zijn jonge jaren deed hij natuurkundige experimenten, meestal op het gebied van elektriciteit en signalen. Hij vond de microfoon uit en verbeterde deze nog een aantal keren. Zijn microfoon was in feite een verbeterde versie van koolstof telefoonzender van Edison. Hij deed de term "microfoon" herleven bij het beschrijven van de mogelijkheid van de zender om extreem zachte geluiden door te geven naar een Bell telefoon ontvanger.
Hij was ook de uitvinder van de inductie balans (later gebruikt in metaaldetectoren) en was een der eersten die het verzenden en ontvangen van Morsecodes door middel van radiogolven via inductie transmissie. 
Acht jaar voor Hertz en ongeveer twintig jaar voor Guglielmo Marconi ook maar iets in die richting hadden gedaan, was Hughes al bezig met het verzenden en ontvangen van elektromagnetische golven. Zijn wetenschappelijke methoden en proeven bleven echter tientallen jaren onopgemerkt door zijn collega-uitvinders. Marconi bijvoorbeeld kende hem slechts via William Henry Preece, een vriend van Hughes. 
Hughes patenteerde zijn telegraafsysteem in de Verenigde Staten in 1855 en in minder dan twee jaar verenigden een aantal telegraafmaatschappijen (waaronder de Western Union) zich in de Western Union Telegraph Co. om het Hughes systeem te implementeren. In Europa werd het Hughes Telegraafsysteem zelfs verheven tot internationale standaard.

## Onderscheidingen
Hughes werd een van de meest onderscheiden uitvinders van zijn tijd. Hiertoe behoorden onder andere de Grand Gold Medal toegekend op de Wereldtentoonstelling van 1867 in Parijs, de Royal Society gold Medal in 1885 en de Albert Gold Medal, Society of Arts in 1897. Voor een aantal uitvindingen en ontdekkingen, speciaal voor de telegraaf en de microfoon, werd hij benoemd door Napoleon de III als Ridder in het Legioen van Eer later werd hij bevorderd tot Commandeur in deze Orde. Ook werd hij onderscheiden door een aantal afzonderlijke landen, te weten Italië, Oostenrijk, Rusland, Turkije, Spanje, Servië en België.